# ドラゴンクエストモンスターズ1・2 星降りの勇者と牧場の仲間たち
『ドラゴンクエストモンスターズ1・2 星降りの勇者と牧場の仲間たち』（ドラゴンクエストモンスターズワンツー ほしふりのゆうしゃとぼくじょうのなかまたち）は、エニックス（現スクウェア・エニックス）から2002年5月30日に発売されたPlayStation用ソフト。

## 概要
ゲーム中に登場するモンスターを育成するRPGであるドラゴンクエストモンスターズシリーズとしては初の据置機向け作品。
ゲームボーイ（以下GB）用ソフトとして発売された『ドラゴンクエストモンスターズ テリーのワンダーランド』と2作目の『ドラゴンクエストモンスターズ2 マルタのふしぎな鍵』（『ルカの旅立ち』『イルの冒険』）が1本のPS用ソフトとして移植されたもので、グラフィック面の強化やシステムの一部変更がされている。

## システム

### 対戦コロシアム
PS版では通信ケーブルを用いた通信が不可能な代わりにメモリーカードに保存されているほかの冒険の書（セーブデータ）のモンスターとの対戦を行うことができる。自分自身のモンスター同士の対戦も可能である。この対戦では、コマンド入力が制限時間付きとなっている。

### 携帯電話版との連携
携帯電話コンテンツ『ドラゴンクエストモンスターズi/S』（iアプリ、S!アプリ）との連係機能を搭載。携帯電話サイトとPS版ゲーム双方から発行されるパスワード（「認証キー」と「転送の呪文」）を使用して、PS版で育てたモンスターを携帯版に移したり、その逆も可能となっている。携帯電話との連携機能を利用しないと手に入らない隠しモンスターも存在する。

### GB版とのその他の相違点
- テリー編にてゲームボーイ版でダンジョン中に登場した宝箱の部屋やコロシアムなど特別な部屋の多くが登場しない。
- GB版では格闘場に置かれている椅子に主人公が座ると、連れているモンスターが一緒に座り、話し掛ける事ができたが、PS版ではできなくなっている。
- 『2』のゲームボーイ版で登場したエンディング後に手に入る鍵が登場しない。
- 配合の組み合わせがゲームボーイ版と違う（特にテリー編ではオリジナルで登場しないモンスターをPS版で生み出せるようになっている）
- 「しょうかん」の特技が通常ではレベルアップせず、特定の特技との組み合わせでパワーアップする。
- GB版で隠しモンスターだった「ラーミア」がテリー編に、「じげんりゅう」がルカ編に、「かくれんぼう」がイル編に登場する。
- 戦闘時相手の攻撃でアニメーションが表示される。ただし、『ドラゴンクエストVI』以降の本編でみられるモンスターアニメーションとは異なり、モンスターが拡大・縮小・回転などして形を変える程度にとどまっている。
- 新たな配合パターン、新たな隠しモンスター「ゾーマズ・デビル」も追加されている。
- 城や中ボス戦、『2』の最終ボス戦のシーンにおける新たなBGMが追加された。また、一部のシーンで使われている楽曲が変更されている。

## 関連商品

### 攻略本
- Vジャンプブックスゲームシリーズ ドラゴンクエストモンスターズ1・2 星降りの勇者と牧場の仲間たち（ISBN 4-08-779167-X）
- ENIXベストムックライブラリー ドラゴンクエストモンスターズ1・2 星降りの勇者と牧場の仲間たち 公式ガイドブック（ISBN 4-7575-0688-0）
- ENIXベストムックライブラリー ドラゴンクエストモンスターズ1・2 星降りの勇者と牧場の仲間たち 最強モンスターデータブック（ISBN 4-7575-0775-5）